# Джахани, Гафур
Гафур Джахани (перс. غفور جهانی‎; род. 19 июня 1951 или 4 мая 1950, Бендер-Энзели, Гилян) — иранский футболист и футбольный тренер, играл на позиции нападающего. Участник чемпионата мира 1978 года.

## Биография

### Игровая карьера
Всю футбольную карьеру Джахани играл за «Малаван», в составе которого в 1976 году выиграл Кубок Ирана.
В составе сборной Ирана принимал участие на олимпийском футбольном турнире 1976 года, где сыграл в двух матчах группового этапа со сборными Кубы (1:0) и Польши (2:3), а в 1/4 финале со сборной СССР, который Иран проиграл со счётом 2:1.
Принимал участие на чемпионате мира 1978 года, где сыграл в трёх матчах группового этапа со сборными Нидерландов (0:3), Шотландии (1:1) и Перу (1:4). Сборная Ирана заработала 1 очко и не прошла в следующий раунд. Всего за сборную Ирана сыграл 30 матчей и забил 7 голов.